# Novozavídovski
Novozavídovski (ruso: Новозави́довский) es un asentamiento de tipo urbano de Rusia perteneciente al raión de Konakovo de la óblast de Tver.
En 2021, el territorio del asentamiento tenía una población de 6001 habitantes, de los cuales 5723 vivían en el asentamiento de Novozavídovski y el resto en cuatro pedanías: las aldeas de Lazúrnaya, Selivérstovo y Teshilovo y el posiólok de Mirni.
Se ubica en la costa meridional del embalse de Ivánkovo, en el tramo perteneciente al río Shosha cerca de su desembocadura, a medio camino entre Tver y Klin sobre la autovía M11.

## Historia
Fue fundado en 1851 como un poblado ferroviario de la línea de ferrocarril de Moscú a San Petersburgo. Se desarrolló como núcleo industrial a partir de 1856, cuando se abrió aquí una fábrica textil especializada en la lana. Hasta principios del siglo XX, el poblado era conocido como "Alexandrovka", pero cambió su nombre en referencia al cercano pueblo de Zavídovo, cuyas tierras fueron zona restringida de caza para los dirigentes de la Unión Soviética y todavía actualmente albergan una residencia oficial del presidente ruso. Novozavídovski adoptó estatus de asentamiento de tipo urbano en 1926 y desde 1929 pasó a ser la capital del raión de Zavídovo en la óblast de Moscú (desde 1935 quedó integrado definitivamente en la óblast de Kalinin). En 1960 dejó de ser capital distrital, al integrarse  el raión de Zavídovo en el actual raión de Konakovo.